# Frome (rzeka w Bristolu)
Frome (ang. River Frome) – rzeka w południowo-zachodniej Anglii, w hrabstwach Gloucestershire i Bristol, dopływ rzeki Avon. Długość rzeki wynosi 30 km.
Źródło rzeki znajduje się na skraju posiadłości Dodington Park, niedaleko wsi Tormarton, w paśmie wzgórz Cotswolds, na wysokości około 155 m n.p.m. W początkowym biegu płynie w kierunku północno-zachodnim i zachodnim, przepływając przez miejscowości Chipping Sodbury i Yate. W środkowym i dolnym biegu płynie na południowy zachód, przez Frampton Cotterell, Winterbourne, Mangotsfield i ostatecznie Bristol. Uchodzi w centrum miasta do Floating Harbour, sztucznej odnogi rzeki Avon.
Na terenie Bristolu na znacznej długości rzeka została zabudowana i płynie pod powierzchnią ziemi.